# 尼茲基島 (阿拉斯加州)

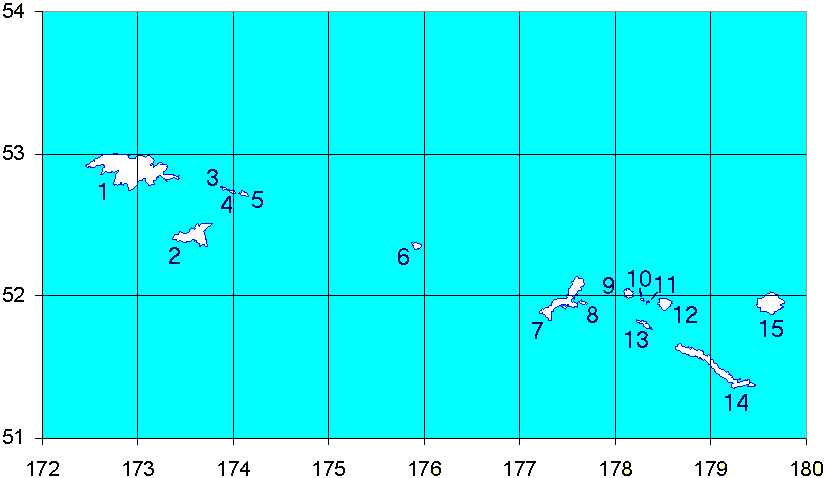

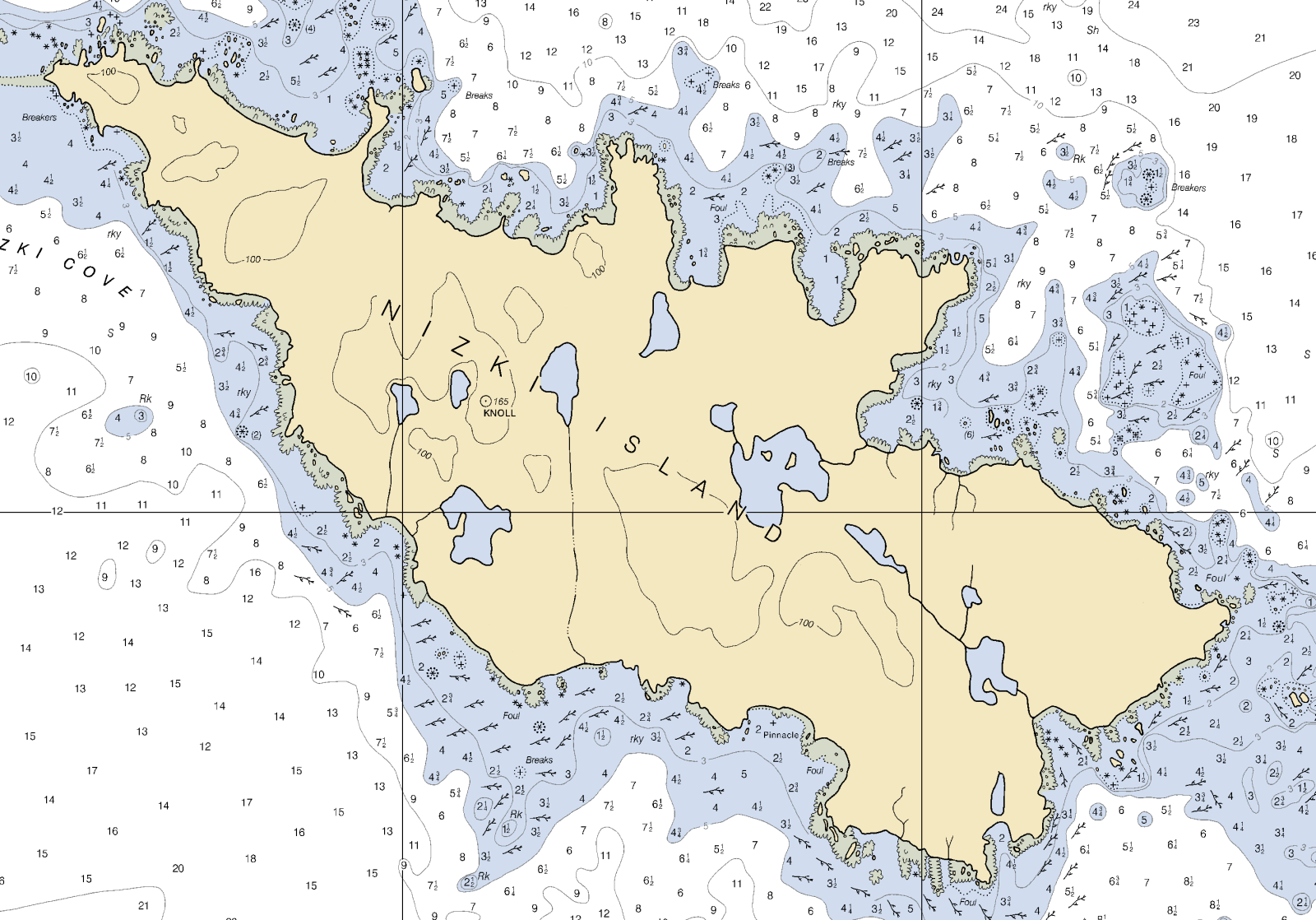

尼茲基島是美國的島嶼，位於申雅島和阿萊德島之間的太平洋海域，屬於塞米奇群島的一部分，由阿拉斯加州負責管轄，長5公里，最高點海拔高度51米，島上無人居住。

## 外部連結
- Nizki Island Photos （页面存档备份，存于） Photos from Nizki Island, July 2008
- Alaska Science Forum: Aleutian Canada goose comeback continues